# دوريان زبادي

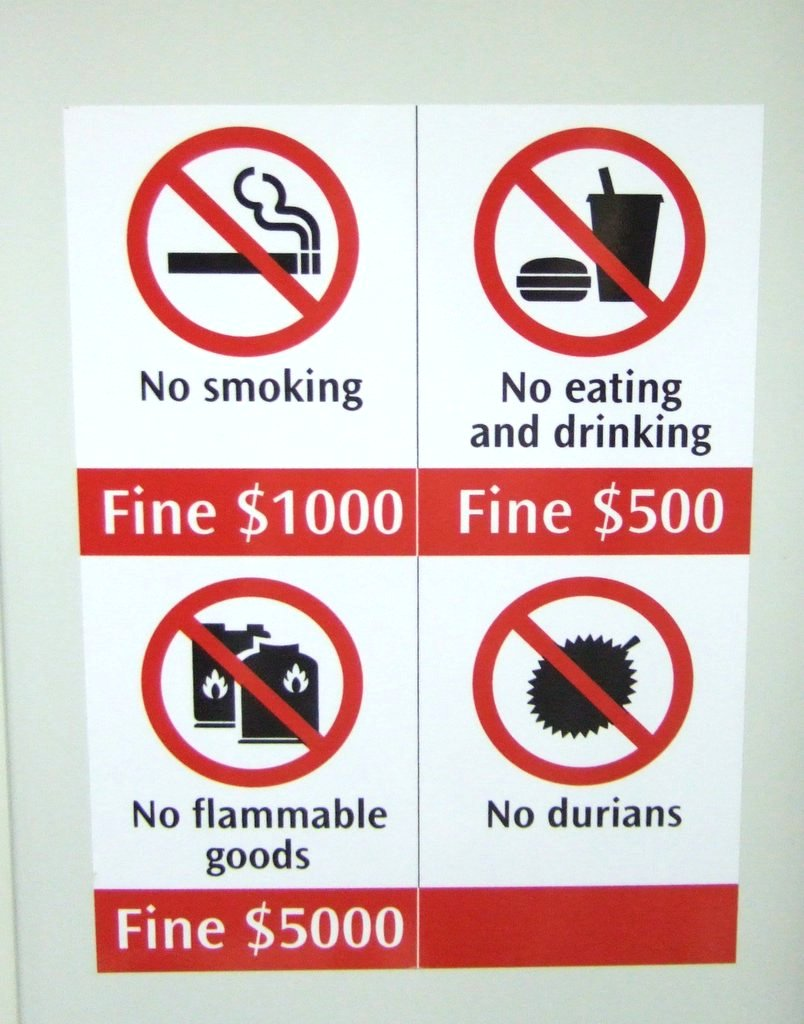
الدريان من ضمن الأشياء الممنوعة في الاماكن العامة في سنغافورة

دُريان زبادي (الاسم العلمي: Durio zibethinus) هو نوع نباتي يتبع جنس الدُريان من فصيلة الخبازية. والدُريان أو الدريان (بالإندونيسية: Durian)‏ تسمى بملكة الفواكه، تنمو بمناطق جنوب شرق أسيا خاصة في ماليزيا وأندونيسيا وسنغافورة وتايوان والصين والذين يطلقون عليها اسم (طعم الجنة ورائحة جهنم)، لكون رائحتها قوية ونفاذة وكريهة جدا لدرجة أنها ممنوعة من دخول الفنادق والطائرات وسيارات التاكسي لسرعة انتشار رائحتها التي تدوم مدة طويلة، ولكنها تتميز بمذاق حلو.
يتميز شكل الدُريان من الخارج بأن لها أشواك غليظة تشبه القنفذ ولبها من الداخل لونه أصفر بحجم الموز.
تنتشر شجيرات الدُريان (Durio zibethinus) الاستوائية في جنوب شرق آسيا، وبالأخص في ماليزيا، ولفاكهتها قشرة صلبة وشائكة لونها أخضر أو بني، ولها لب ناعم، تتميز برائحتها غير المرغوبة وطعمها المميز. يقول عنها سكان جنوب شرق آسيا بأن لها «رائحة مثل الجحيم وطعم مثل الجنة». تحمص بذورها وتؤكل مثل البندق. حجم الدُريانة غير المقشرة يقارب حجم كرة القدم أو أكبر بقليل، وتزن حوالي 10 أرطال. بداخل غلاف قشرتها يوجد حوالي خمسة أو ستة فصوص ذهبية من اللب، ويعرف عن طعمه بشدة اللذة لدرجة أن الآسيويين يسمون الدُريان بملكة الفاكهة. لا يتوفر الدُريان الطازج خارج آسيا غالباً، ولكن الدُريان الجاف يباع مثلجاً ومعبأ ومحفوظاً في الأسواق الآسيوية.

## التغذية
| القيمة الغذائية | لكل 100 جرام  |
| --------------- | ------------- |
| الطاقة          | 153 cal       |
| الرطوبة         | 64 جرام       |
| البروتين        | 2.6 جرام      |
| الدهون          | 3.4 جرام      |
| الكربوهيدرات    | 27.9          |
| بيتا-كاروتين    | 140.0 مليجرام |
| فيتامين بي1     | 0.1 مليجرام   |
| فيتامين بي2     | 0.13 مليجرام  |
| فيتامين سي      | 23.2 مليجرام  |

## معرض الصور

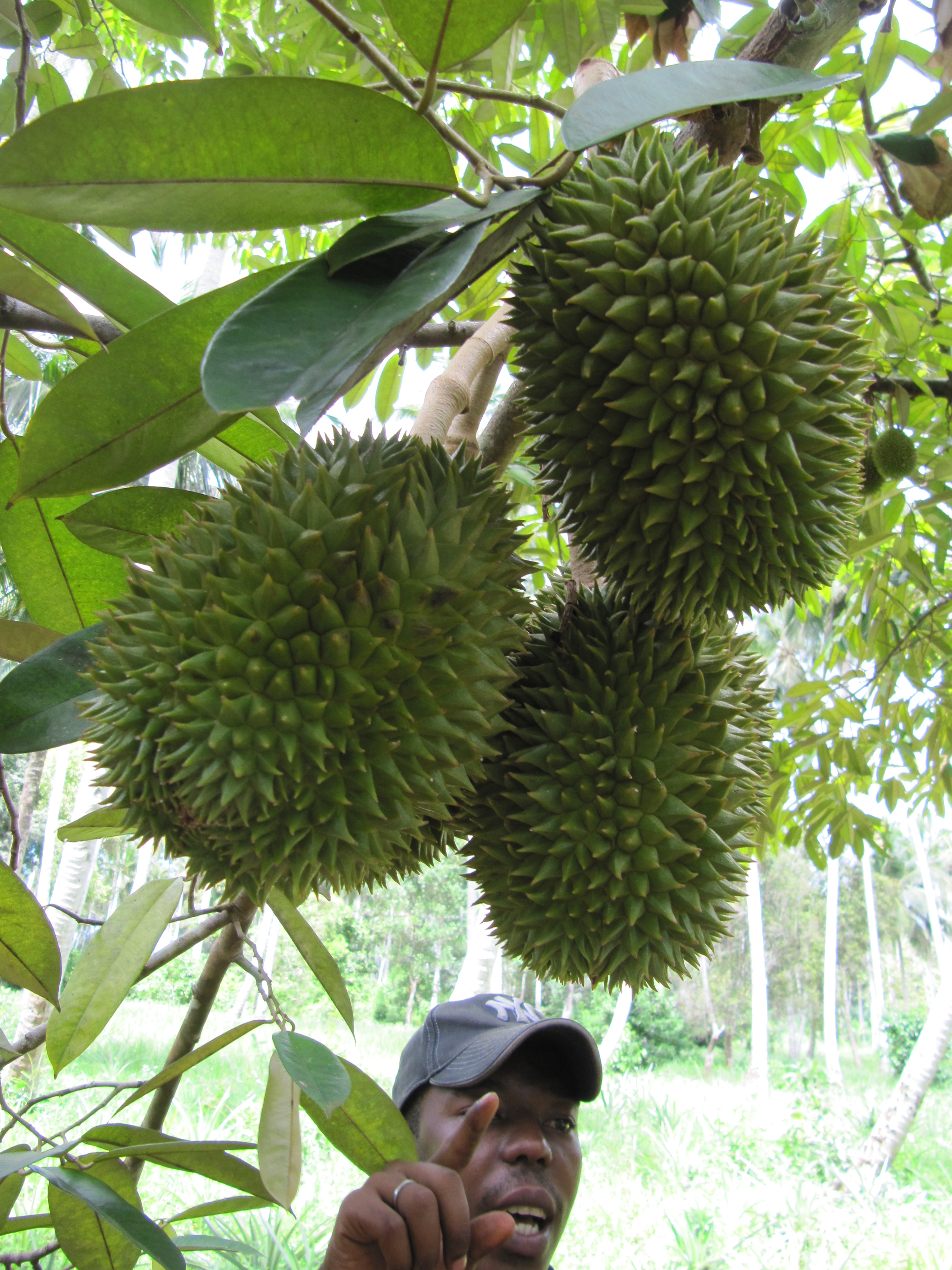
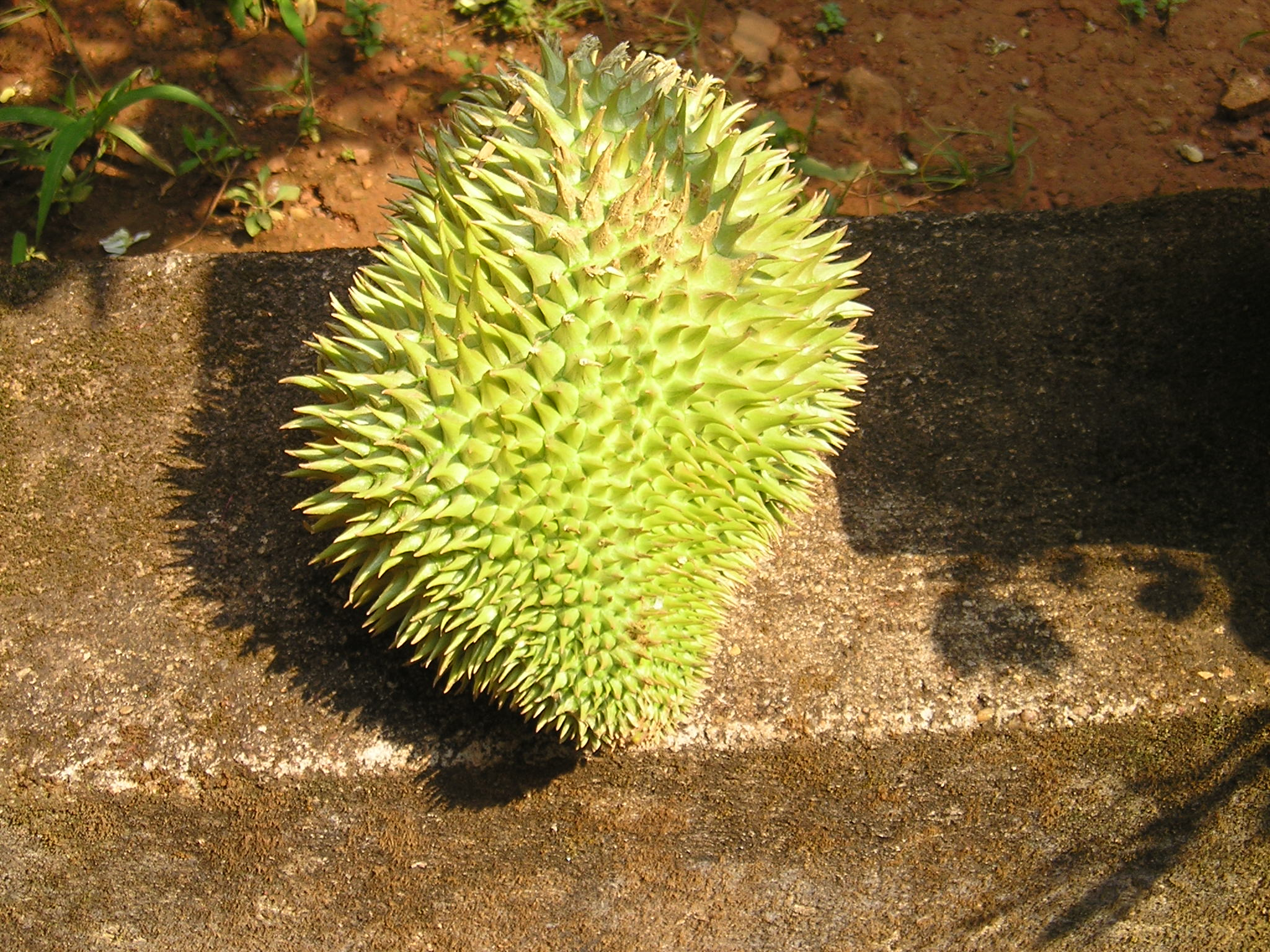
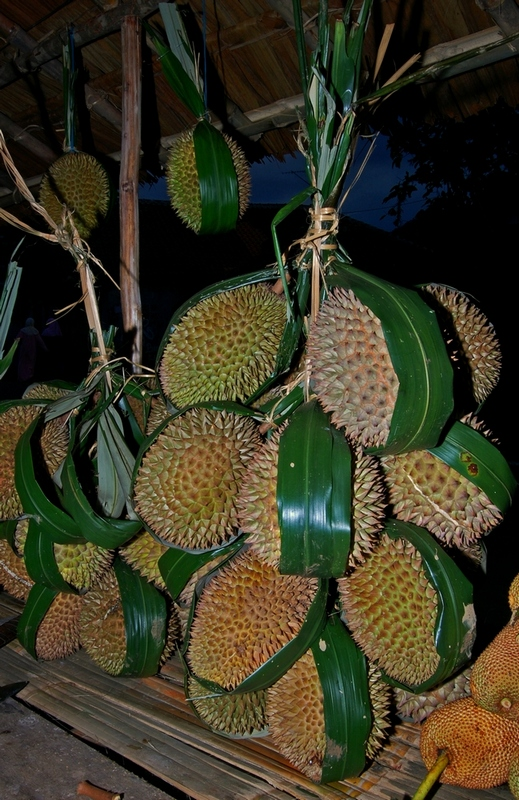
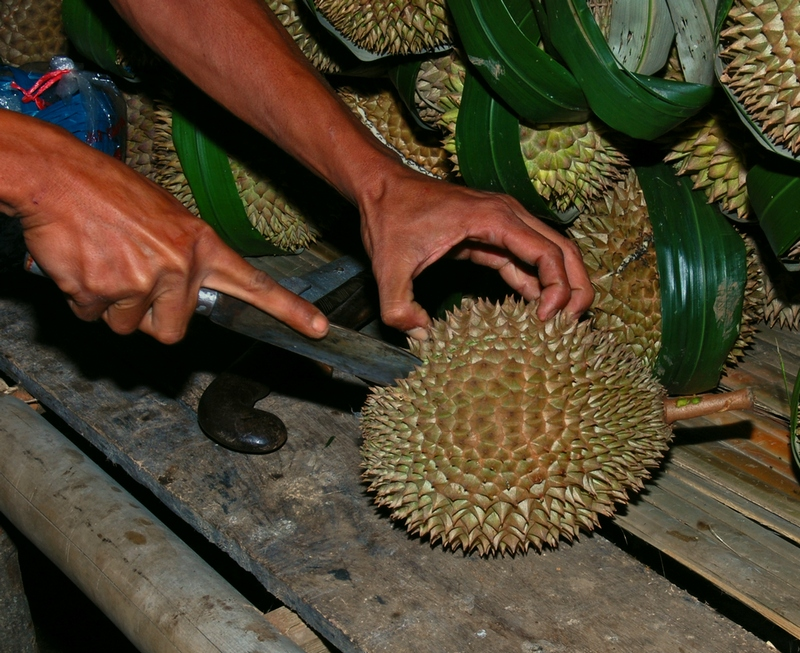
فتح الثمرة
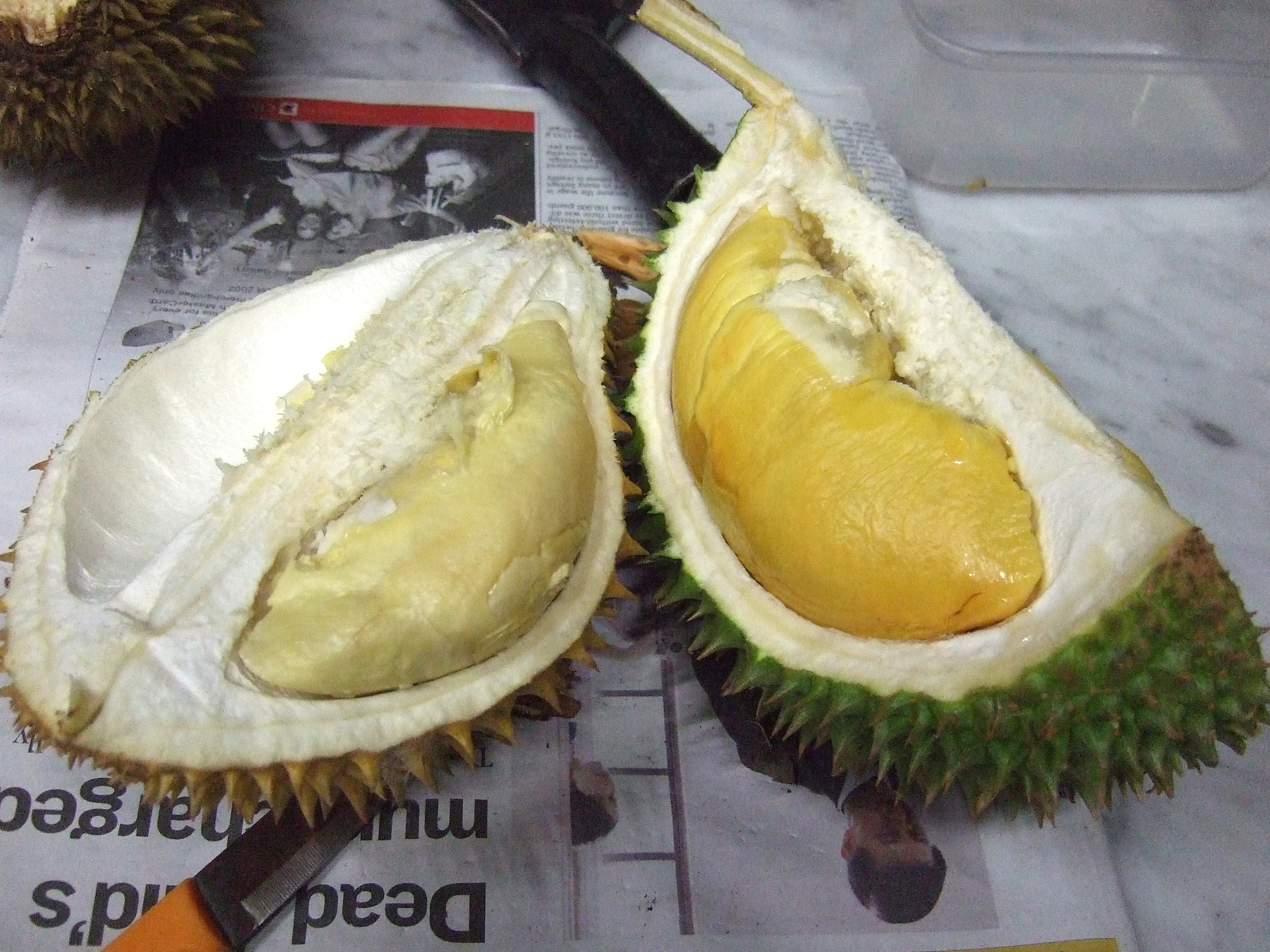
مقارنة نوعين من ثمار الدريان
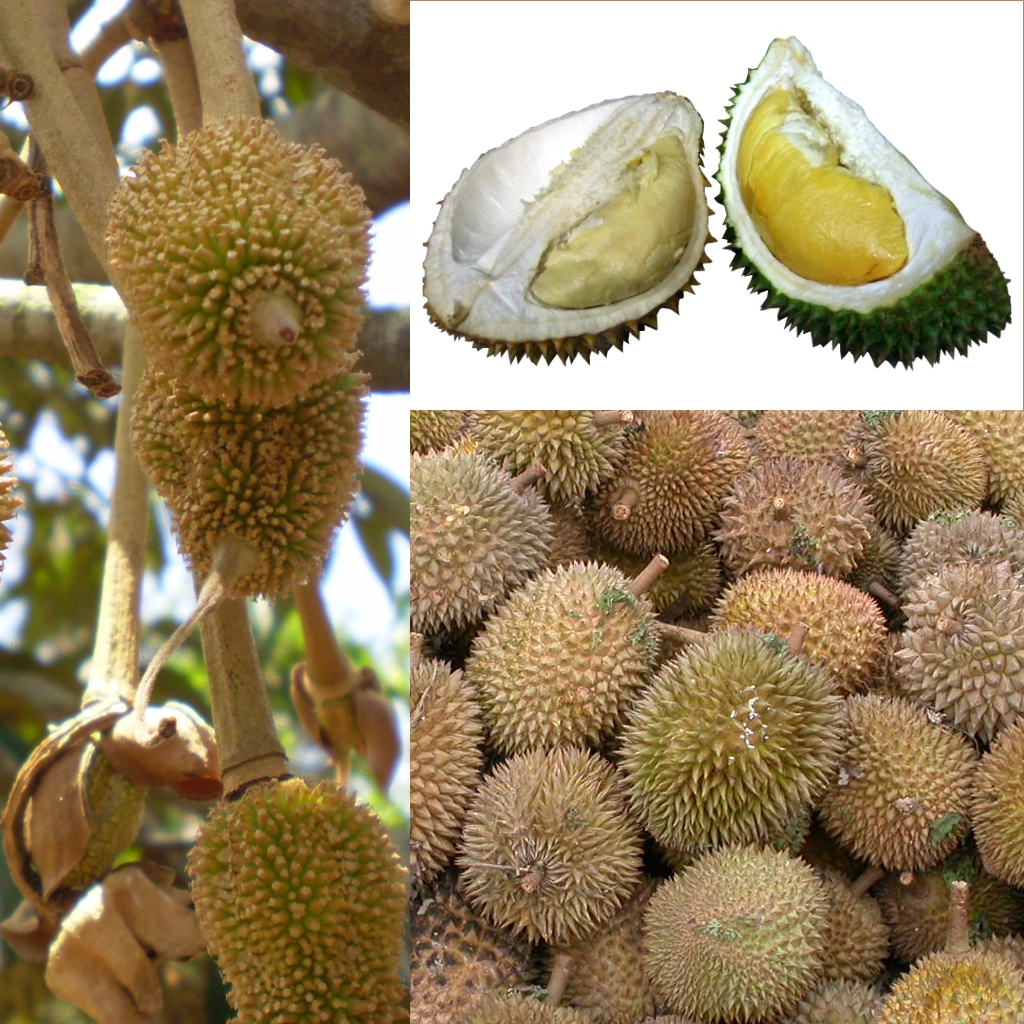
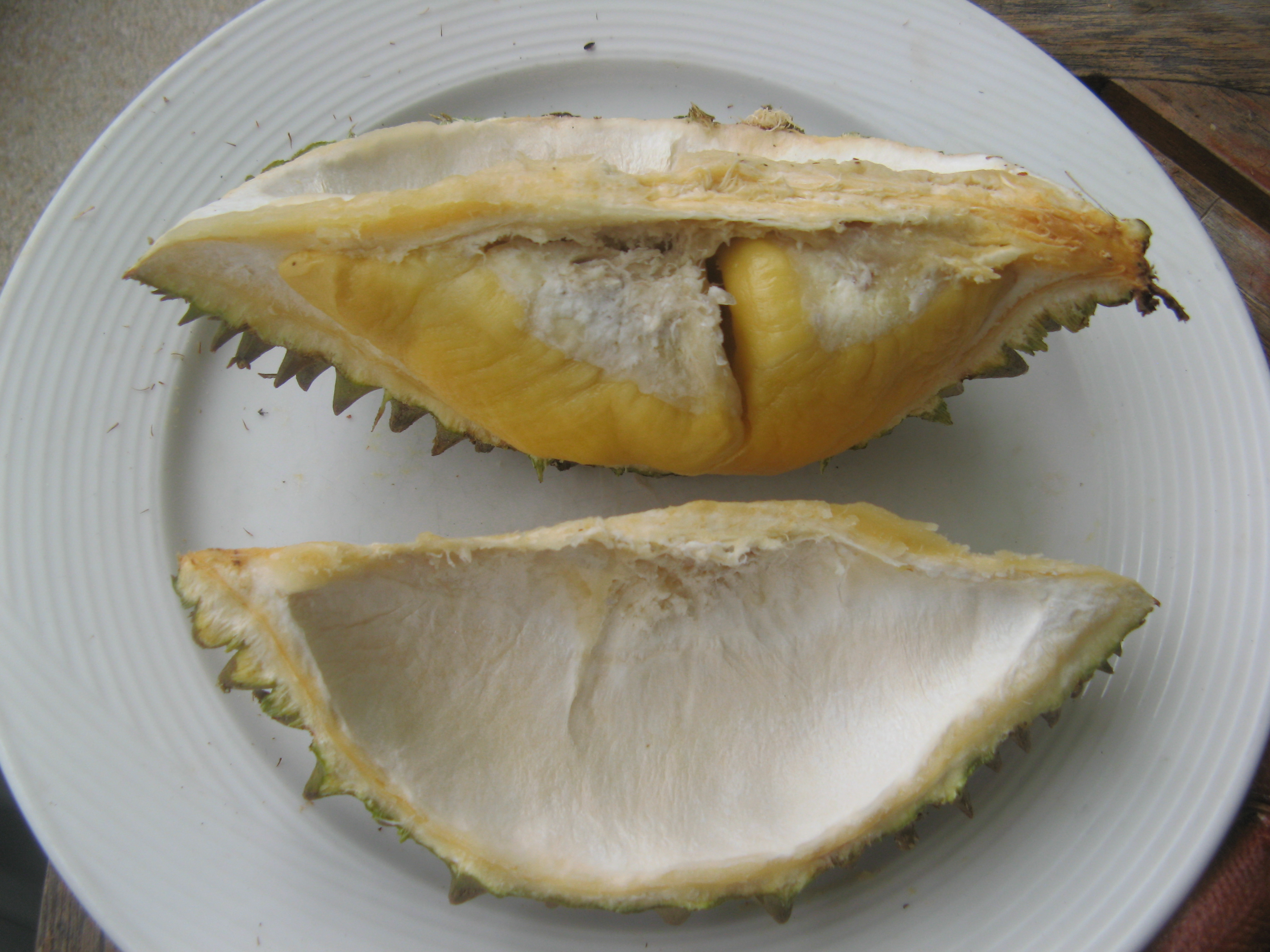
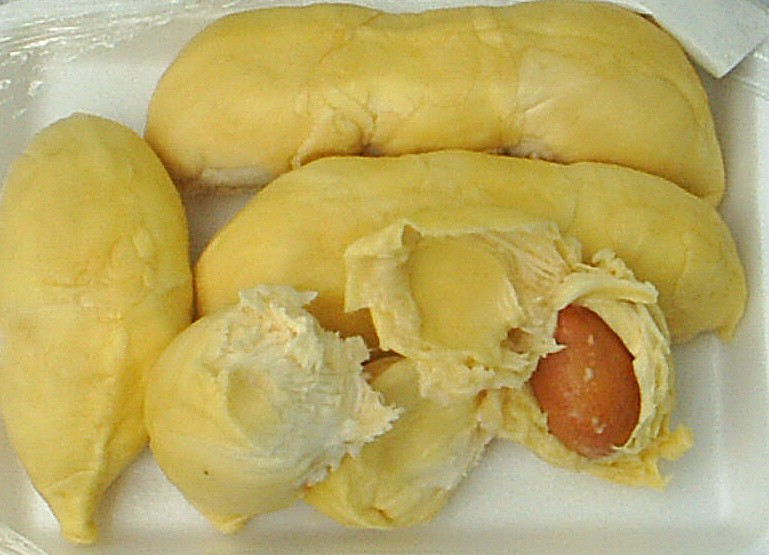
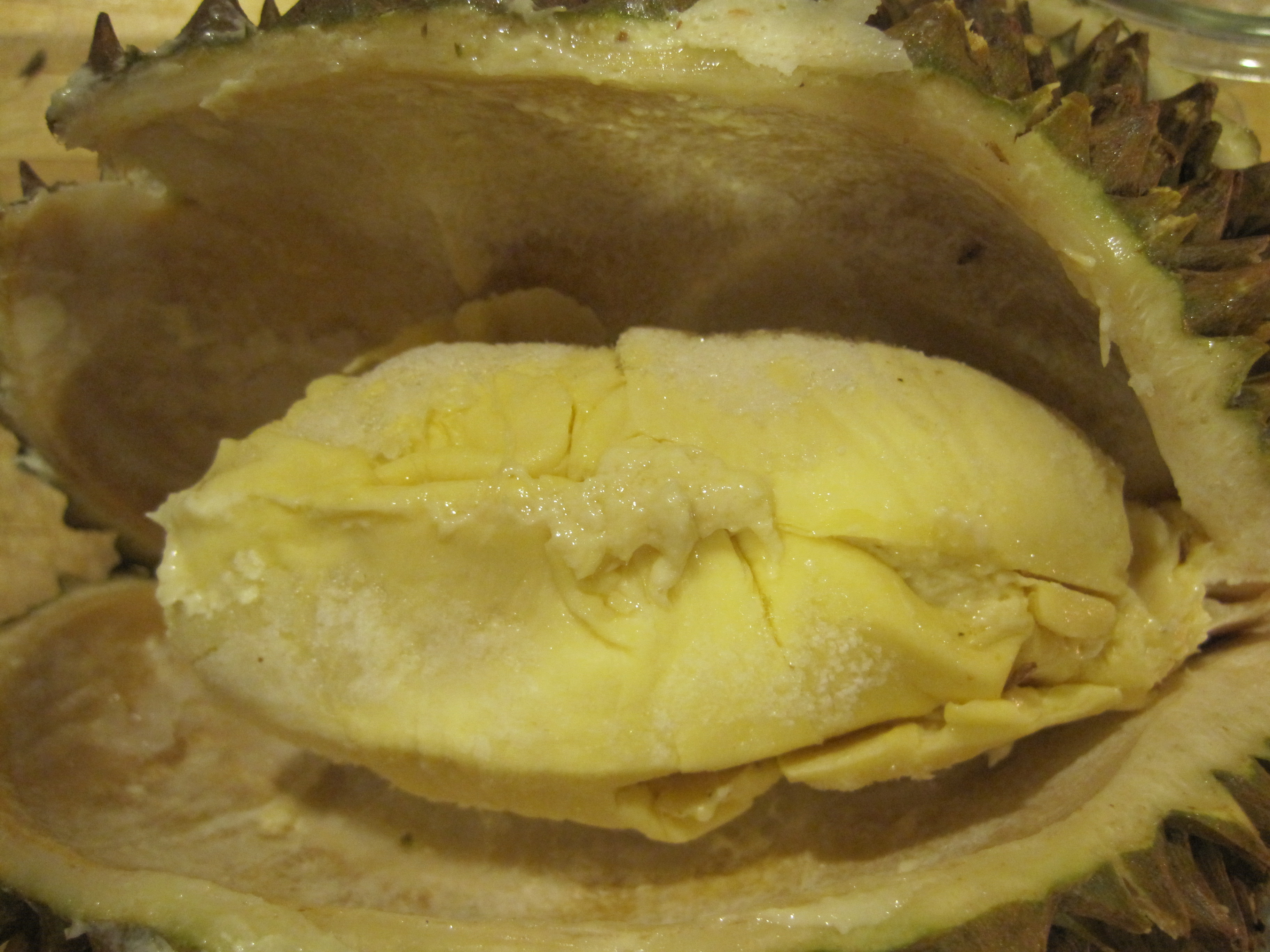